# Jennifer Vyvyan
Jennifer Vyvyan (Broadstairs, Reino Unido, 13 de marzo de 1925 – Londres, 5 de abril de 1974) fue una soprano británica.

## Biografía
Fue miembro del English Opera Group del compositor Benjamin Britten. Interpretó varios papeles en sus óperas, incluyendo: 
- Lady Rich en Gloriana
- The Governess en The Turn of the Screw
- Tytania en El sueño de una noche de verano
- Mrs. Julian en Owen Wingrave

La calidez y flexibilidad de su voz hicieron de ella un destacado exponente de la música de Henry Purcell, Händel y otros compositores barrocos. Además, su habilidad para caracterizar heroínas le permitieron interpretar un amplio espectro de personajes femeninos.

## Discografía
De sus grabaciones discográficas destacan las óperas de Britten The Turn of the Screw y Owen Wingrave, así como El Mesías de Händel, que grabó en dos ocasiones, una bajo la dirección de Adrian Boult y otra de Thomas Beecham.

## Curiosidades
Es su voz la que interpreta la pieza "O let me weep, for ever weep" en la película de Almodóvar Hable con ella (2002).